# Phalaenopsis kunstleri
Phalaenopsis kunstleri är en orkidéart som beskrevs av Joseph Dalton Hooker. Phalaenopsis kunstleri ingår i släktet Phalaenopsis och familjen orkidéer. Inga underarter finns listade i Catalogue of Life.

## Bildgalleri

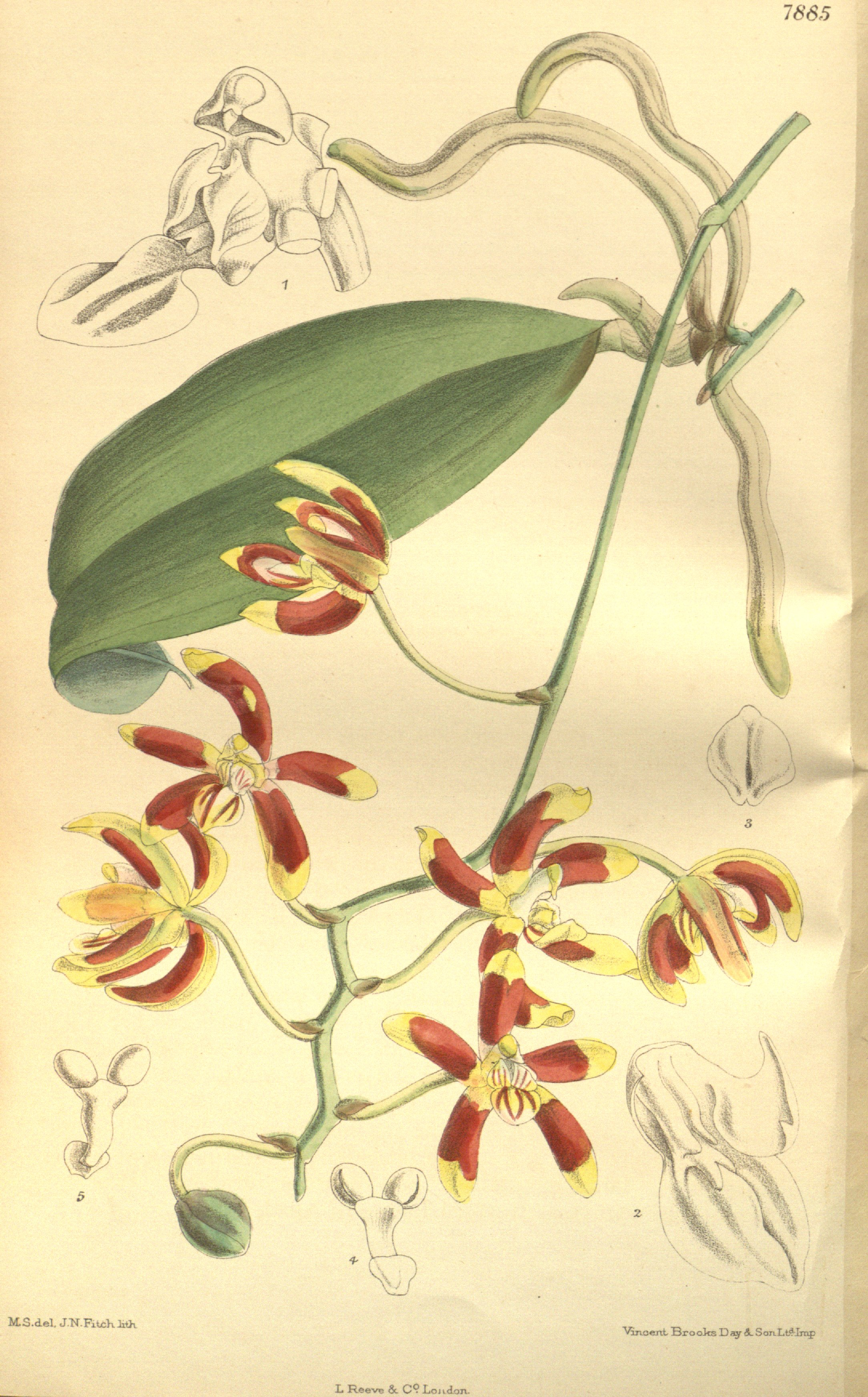